# Ninkasi
Pour les articles homonymes, voir Ninkasi (homonymie).
Ninkasi (« Dame qui remplit la bouche ») est la déesse de la bière et des brasseurs dans la mythologie sumérienne. Elle est la fille d'Enki et de Ninhursag. Son nom akkadien est Sirish, « fermentation ». Elle est connue en particulier par un hymne qui lui est dédié et qui retrace les étapes d'élaboration de la bière, mais également par une courte célébration que lui dédie le roi Lugalbanda d'Uruk au début du récit épique Lugalbanda et l'oiseau Anzu.
La bière était une composante essentielle de l'alimentation mésopotamienne, dans toutes les couches de la société.

## Hymne à Ninkasi
L'Hymne à Ninkasi est composé de deux chansons gravées sur des tablettes d’argile datées du XVIIIe siècle av. J.-C. Ces tablettes sont connues depuis la première moitié du XXe siècle mais les deux premières tentatives de traduction n'étaient pas satisfaisantes. Le professeur Miguel Civil en a proposé une nouvelle, en anglais, en 1991. La première chanson décrit étape par étape le processus de brassage de la bière sumérienne. La seconde décrit les récipients dans lesquels la bière est brassée puis servie. Le tout étant effectué par la déesse elle-même,.
En 1988, les brasseurs de l’Anchor Brewing Company, une microbrasserie californienne, sont entrés en contact avec Solomon Katz, professeur à l’université de Pennsylvanie, dont une publication les avait intrigués. Sa théorie est que les nomades se sont sédentarisés pour cultiver de l’orge non pas pour cuire du pain mais pour brasser de la bière. Ensemble, ils ont essayé de brasser de la bière comme elle devait l’être à l’époque. Après un premier essai en août 1989, ils ont décidé de se baser essentiellement sur l’Hymne à Ninkasi, aidés du professeur Miguel Civil pour sa traduction. Dans l'interprétation qu'ils en ont faite, ils brassent à partir de pain « bappir », pain cuit deux fois pour qu'il soit bien sec et se conserve bien, et composé d'orge, d'orge grillé, d'orge malté et de miel. Ils ajoutent un sirop de dattes à la fin de l'infusion puis une levure de fermentation haute. Par contre, le houblon, inconnu à l'époque, n'entre pas dans la recette.